# Curveball

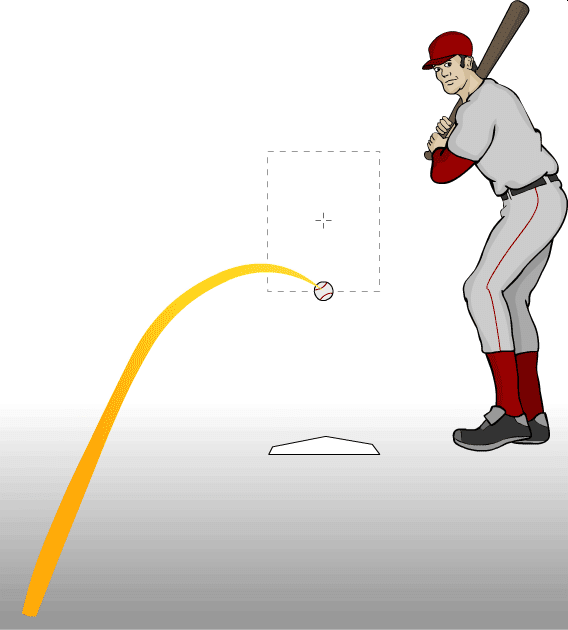
Sơ đồ của một cú 12–6 curveball.

Trong bóng chày và bóng mềm, curveball là một kiểu ném bóng với cách cầm đặc trưng và chuyển động của tay tạo ra lực xoáy về phía trước cho quả bóng, khiến nó lao xuống khi đến gần cầu thủ phát bóng. Các loại curveball bao gồm 12–6 curveball, power curveball và knuckle curve. "Đường cong" của quả bóng thay đổi tùy theo từng cầu thủ giao bóng.